# Bittacus brunipennis
Bittacus brunipennis är en näbbsländeart som först beskrevs av Colluci och Dalton de Souza Amorim 2000.  Bittacus brunipennis ingår i släktet Bittacus och familjen styltsländor. Inga underarter finns listade i Catalogue of Life.